# Nördervinklumptjärnen
Nördervinklumptjärnen är en sjö i Krokoms kommun i Jämtland och ingår i Indalsälvens huvudavrinningsområde. Nördervinklumptjärnen ligger i Gråberget-Hotagsfjällen Natura 2000-område.